# Placogorgia rudis
Placogorgia rudis is een zachte koraalsoort uit de familie Plexauridae. De koraalsoort komt uit het geslacht Placogorgia. De wetenschappelijke naam van de soort werd in 1936 gepubliceerd door Elisabeth Deichmann.